# Scrooge, or, Marley’s Ghost
Scrooge, or, Marley’s Ghost – brytyjski krótkometrażowy film z 1901 roku w reżyserii Waltera R. Bootha.